# 亚历山大·亚历山德罗维奇·柳比歇夫
亚历山大·亚历山德罗维奇·柳比歇夫（英語：Alexander Alexandrovich Lyubishchev, 1890年4月5日—1972年8月31日）是一位前苏联的昆虫学家、哲学家、数学家。

## 生平
柳比歇夫毕业于圣彼得堡国立大学，一生发布了70余部学术著作，涉及分散分析、生物分类学到昆虫学等领域。他在业余时间研究地蚤的分类，还写过不少科学回忆录。
各种各样的论文和专著，他一共写了五百多印张。五百印张，等于一万二千五百张打字稿。即使以专业作家而论，这也是个庞大的数字。他不顾政治迫害，做了大量工作来反对和批评当时属于苏联生物遗传学主流的李森科主义。还应用数学方法来研究生物分类学。
他在26岁时独创了一种“时间统计法”，通过记录每个事件的花销时间，通过统计和分析，进行月小结和年终总结，以此来来改进工作方法、计划未来事务，从而提高对时间的利用效率。期间他不断完善这一统计方法，并一直沿用了56年直到逝世（1916年至1972年）。前苏联作家格拉宁在柳比歇夫去世后为其写的传记《奇特的一生》中对柳比歇夫的时间统计法进行了详细的介绍。